# Ádám Nagy
Ádám Nagy (Budapest, 17 de juny de 1995) és un futbolista professional hongarès que juga com a migcampista pel Ferencvárosi TC i per la selecció hongaresa, amb la qual va debutar contra Irlanda del Nord el 7 de setembre de 2015 entrant com a suplent. Anteriorment havia format part de la selecció hongaresa Sub-19 que va participar en la Copa del Món de la FIFA Sub-20 de 2015.

## Carrera esportiva

### Ferencváros
El 16 de maig de 2015 Nagy va jugar el seu primer partit a la Nemzeti Bajnokság la temporada 2014–15, contra el Paksi FC. El partit va acabar en victòria 1-0 per l'equip de Budapest. Nagy va entrar al camp al minut 46 en substitució de Roland Ugrai.
El 2 d'abril de 2016, Nagy es va proclamar campió de lliga amb el Ferencvárosi TC malgrat perdre contra el Debreceni VSC per 2-1 al Nagyerdei Stadion la temporada 2015-16.
El de 10 juny de 2016, Nagy va entrar a la llista dels 10 talents joves de l'Eurocopa 2016. La llista fou emesa per Sports Illustrated i incloïa també jugadors com ara Kingsley Coman, Julian Draxler, i Raphaël Guerreiro.

## Carrera internacional
El 7 de setembre de 2015 Nagy va jugar el seu primer partit amb la selecció hongaresa contra Irlanda del Nord, al grup F de la fase de classificació per a l'Eurocopa 2016. El partit, jugat al Windsor Park, va acabar en empat 1-1. Nagy va entrar al camp al minut 23 en substitució d'Elek.
El 31 de maig de 2016 es va anunciar que el seleccionador Bernd Storck l'havia inclòs en l'equip definitiu d'Hongria per disputar l'Eurocopa 2016.